# Шеол
Шеол, в еврейската Библия, е място на тъмнината, към което отиват всички мъртви, и праведните, и неправедните, независимо от моралния избор, направен в живота, място на тишина и мрак, откъснати от живота и от Бога. Жителите на Шеол са сенките, обекти без характер или сила. Смята се, че при някои обстоятелства живите могат да се свържат с тях, но такива практики по принцип са забранени.
Докато еврейската Библия описва Шеол като постоянно място на мъртвите, в периода на втория храм се развива по-разнообразен набор от идеи. В някои текстове шеолът се счита за дом на праведните и нечестивите, разделени на отделни групи; в други се счита за място на наказание, предназначено само за нечестивите мъртви и е приравнено с Геена в Талмуда. Когато еврейските писания са преведени на гръцки език в древна Александрия около 200 г. пр. н. е., думата хадес (гръцкия подземен свят) заменя думата шеол. Това е отразено в Новия Завет, където Хадес е едновременно подземният свят на мъртвите и неговото олицетворяване.